# Meteovista
Meteovista is een Nederlands meteorologiebedrijf dat gevestigd is in Houten en bij het publiek vooral bekend is door zijn consumentenwebsite weeronline.nl en de Weeronline-apps. Het bedrijf is met consumentenwebsites actief in vijftien landen in Europa, maar focust zich desondanks op de Nederlandse en Vlaamse markt. De lokale weersverwachtingen worden geproduceerd met behulp van het eigen mix-mos-weermodel, genaamd Meteovista-GFS-ECWMF-MOS.

## Geschiedenis
De onderneming werd in 1995 onder de naam DLV Meteo opgericht door Gerrit Hiemstra. In 2001 werd het bedrijf door middel van een managementbuy-out overgenomen door Erik Brink en Hiemstra, en ging het verder onder de naam WeerOnline. In februari 2009 nam Webassets B.V. (bekend van onder andere Zoover) het bedrijf over. Eind 2009 werd een geheel vernieuwde website gelanceerd en werd WeerOnline hernoemd naar weeronline.nl. Enkele jaren later zou weeronline.nl veranderd worden in Weeronline. 
In 2012 volgde een overname van WebAssets (moederbedrijf Weeronline en Zoover) door Tomorrow Focus AG. Onder de overname viel ook Meteovista, het bedrijf waar Weeronline onder valt. In 2016 is de naam van Tomorrow Focus AG aangepast naar HolidayCheck GROUP AG. Tot 2016 leverde het bedrijf weergerelateerde diensten aan radio- en televisieomroepen, internetuitgevers, kranten (onder andere Metro, Trouw en AD) en aan onder meer bouwbedrijven, land- en tuinbouw,  waterbeheerders, gladheidbestrijders en recreatiebedrijven. In 2016 heeft Meteovista de zakelijke dienstverlening beperkt tot het leveren van weerdata. Vanaf dat moment is volledig gefocust op de ontwikkeling van de mobiele apps, de mobiele website en de desktop website. Dit jaar werd het hoofdkantoor verplaatst van Zeist naar Amsterdam.
Sinds het najaar van 2018 werkt Weeronline samen met het ANP. De weerinformatie van Weeronline wordt gebruikt in het uurlijkse nieuwsbulletin van ANP. Daarnaast levert Weeronline nieuws aan bij het ANP over het weer en levert ANP weergerelateerd nieuws en foto's aan Weeronline.
In augustus 2020 is Weeronline overgenomen door de Infoplaza Groep, waartoe ook merken als Weerplaza, Buienalarm en de zakelijke dienstverlening aan bedrijven behoren. De hoofdwerkplaats van Weeronline is per september 2020 het kantoor van de Infoplaza Groep in Houten geworden. 